# Жабиця (Госпич)
44°32′ пн. ш. 15°22′ сх. д. / 44.53° пн. ш. 15.36° сх. д.
Жабиця (хорв. Žabica) — населений пункт у Хорватії, у Лицько-Сенській жупанії у складі міста Госпич.

## Населення
Населення за даними перепису 2011 року становило 163 осіб.
Динаміка чисельності населення поселення:

## Клімат
Середня річна температура становить 8,79 °C, середня максимальна – 22,81 °C, а середня мінімальна – -7,40 °C. Середня річна кількість опадів – 1165 мм.
| Клімат поселення                              | Клімат поселення | Клімат поселення | Клімат поселення | Клімат поселення | Клімат поселення | Клімат поселення | Клімат поселення | Клімат поселення | Клімат поселення | Клімат поселення | Клімат поселення | Клімат поселення | Клімат поселення |
| Показник                                      | Січ.             | Лют.             | Бер.             | Квіт.            | Трав.            | Черв.            | Лип.             | Серп.            | Вер.             | Жовт.            | Лист.            | Груд.            |                  |
| Середній максимум, °C                         | 5,96             | 7,36             | 10,84            | 14,95            | 19,53            | 22,80            | 22,81            | 22,48            | 18,52            | 14,16            | 8,87             | 4,80             |                  |
| Середня температура, °C                       | −0,71            | 0,67             | 4,16             | 8,29             | 12,84            | 16,11            | 18,22            | 17,90            | 13,95            | 9,58             | 4,29             | 0,22             |                  |
| Середній мінімум, °C                          | −7,4             | −6,02            | −2,54            | 1,57             | 6,14             | 9,44             | 13,66            | 13,32            | 9,36             | 4,99             | −0,29            | −4,36            |                  |
| Норма опадів, мм                              | 91               | 87               | 86               | 89               | 80               | 78               | 47               | 69               | 122              | 137              | 156              | 123              |                  |
| Середньомісячна швидкість вітру, м/с          | 2.49             | 2.60             | 2.81             | 2.71             | 2.46             | 2.27             | 2.24             | 2.16             | 2.28             | 2.44             | 2.75             | 2.75             |                  |
| Середньомісячна сонячна радіація, кДж/м²·день | 4550             | 7325             | 10698            | 15329            | 19476            | 21463            | 23421            | 20006            | 14654            | 9278             | 4873             | 3788             |                  |
| --------------------------------------------- | ---------------- | ---------------- | ---------------- | ---------------- | ---------------- | ---------------- | ---------------- | ---------------- | ---------------- | ---------------- | ---------------- | ---------------- | ---------------- |
| Джерело:                                      |                  |                  |                  |                  |                  |                  |                  |                  |                  |                  |                  |                  |                  |